# Podsabotin
Podsabotin – wieś w Słowenii, w gminie Brda. W 2018 roku liczyła 283 mieszkańców.